# Mehmet Oğuz
Mehmet Oğuz (* 3. Mai 1949 in Istanbul; † 27. November 2022 ebenda) war ein türkischer Fußballspieler. Durch seine lange Tätigkeit für Galatasaray Istanbul wird er sehr stark mit diesem Verein assoziiert. Er war der Spielmacher jener als legendär bezeichneten Mannschaft, die in den Spielzeiten 1970/71, 1971/72 und 1972/73 dreimal in Folge die türkische Meisterschaft gewinnen konnte. Nach dem Weggang der Galatasaray-Legende Yasin Özdenak bzw. Nihat Akbay übernahm er die Kapitänsbinde und trug sie bis zu seinem Abschied. Aufgrund seines leichten Watschelgangs wurde er zu Spielerzeiten als Ördek Mehmet (dt.: Mehmet die Ente) bezeichnet. Bekannter ist er unter seinem anderen Spitznamen gewesen. Da im Sommer 1972 bei Galatasaray mit Mehmet Özgül ein weiterer Mehmet in den Mannschaftskader hinzukam und dieser jünger war, wurde Oğuz fortan als der Büyük Mehmet (dt.: Der große Mehmet) bezeichnet und Özgül als Küçük Mehmet (dt.: Der kleine Mehmet).

## Spielerkarriere

### Verein
Oğuz kam in Kadırga, einem Viertel im Istanbuler Stadtteil Fatih, auf die Welt und begann in der Jugend seines Bezirksvereins Kadırga Gençlik Kulübü mit dem Vereinsfußball. Hier stieg er bereits mit sehr jungen Jahren in die erste Mannschaft auf. Durch seine Tätigkeit für die 1. Männermannschaft sprach sich sein großes Talent in der Istanbuler Fußballszene herum. Der damalige Mannschaftskapitän Kadırgas, ein gewisser Orhan, nahm eines Tages Mehmet zur Hand und brachte ihn zum damaligen Cheftrainer Galatasarays, zu Gündüz Kılıç. Nach Empfehlungen Orhans, ließ Kılıç Oğuz an einer Trainingspartie teilnehmen. Mit seinen Leistungen in dieser Partie überzeugte Oğuz Kılıç von seinem Talent. Beide Seiten vereinbarten, dass Oğuz bis zum Saisonende alle Trainingseinheiten besuchen sollte. Abhängig von seinen Leistungen wollte Kılıç dann entscheiden, ob er Oğuz in die Transferliste der kommenden Saison aufnehmen wird. Oğuz überzeugte Kılıç derart, dass dieser ihn ganz oben in die Transferliste aufnahm und dessen Namen mehrfach unterstrich. Da Kılıç aber zum Saisonende die Mannschaft verließ, kümmerten sich dessen Nachfolger um die Transfers für die neue Saison. Sie bemerkten Oğuz' unterstrichenen Namen in der Transferliste und verpflichteten Oğuz im Sommer 1967 für die Nachwuchsmannschaft. In der Nachwuchsabteilung fiel er Bülent Eken, der selbst eine Spielerlegende des Vereins und damals Cheftrainer der Mannschaft war, auf und wurde als Achtzehnjähriger sofort in den Kader der ersten Mannschaft aufgenommen. Sein Profidebüt gab er am 1. Oktober 1967 in der Erstligapartie gegen Altınordu Izmir. Anschließend eroberte er sich sechs Spieltagen einen Stammplatz. Diesen behielt er bis Mitte März 1968 und spielte die letzten sieben Spieltage der Saison nicht mehr.
Für die Spielzeit 1968/69 stellte Galatasaray Tomislav Kaloperović als neuen Cheftrainer ein. Unter diesem Trainer erlebte Oğuz den von ihm erhofften Durchbruch. Als neunzehnjähriger Spielmacher war er vom ersten Spieltag an gesetzt und absolvierte alle Pflichtspiele seiner Mannschaft. Die Liga beendete er mit seiner Mannschaft als türkischer Meister und erreichte im Türkischen Fußballpokal das Finale. Im damals mit Hin- und Rückspiel ausgetragenen Pokalfinale verlor Oğuz' Mannschaft die erste Pokalbegegnung auswärts mit 0:1 gegen Göztepe Izmir. Das Rückspiel im heimischen Mithatpaşa-Stadion endete in der regulären Spielzeit mit 1:0 und ging dadurch in die Verlängerung. In der 99. Minute erzielte Nihat Yayöz das 1:1 für Göztepe und sorgte so für den Pokalgewinn seiner Mannschaft. Oğuz' verpasste mit seiner Mannschaft das türkische Double und Oğuz mit der erreichte türkischen Meisterschaft seinen ersten Titelgewinn. In der abgelaufenen Saison schaffte es auch Oğuz zum Nationalspieler aufzusteigen. In der nachfolgenden Saison blieb Oğuz hinter seiner Vorjahresform und wurde deswegen auch nicht mehr in die Türkische Nationalmannschaft nominiert. Sein Vereinstrainer Kaloperović ließ ihn die Hinrunde durchgängig als Stammspieler auflaufen, ermahnte aber zum Ende der Hinrunde Oğuz und dessen Teamkollegen Ali Elveren damit, dass er sie ohne Leistungssteigerung nicht mehr einsetzen werde. Beide Spieler versprachen daraufhin Besserung. Oğuz behielt in der Rückrunde seinen Stammplatz und spielte bis zum Viertelfinalhinspiel im Türkischen Fußballpokal gegen Eskişehirspor in allen Pflichtspielbegegnungen seines Vereins. In der 66. Minute der Pokalbegegnung gegen Eskişehirspor stellte Oğuz, nach eigener Aussage nach Aufforderung des Vereinsfunktionärs Fazıl Göknar, dem Deutschen Schiedsrichter Gerd Siepe ein Fuß und wurde als Folge seiner Handlung vom Feld gestellt. Im Affekt erklärte er nie mehr für Galatasaray spielen zu wollen.
Nach diesen Entwicklungen suspendierte der Cheftrainer Kaloperović Oğuz aus dem Mannschaftskader und erklärte, er finde es sehr bedenklich, dass sein neunzehnjähriger Spieler das zweite Mal in einer Saison die Rote Karte sieht. Ferner erklärte Kaloperović, er werde, im Falle einer weiteren Zusammenarbeit mit Galatasaray über die laufende Saison hinaus, den Verkauf von Oğuz und dessen Mitspielern Talat Özkarslı, Ayhan Elmastaşoğlu, Ergün Acuner fordern. Oğuz blieb bis zum Saisonende ohne weiteren Spieleinsatz. Seine Mannschaft beendete die Saison titelos und erreichte als einzigen Lichtblick im Europapokal der Landesmeister 1969/70 das Viertelfinale. Oğuz blieb auch über das Saisonende hinweg vom Mannschaftskader suspendiert, obwohl der Verein mit Brian Birch ein neuer Cheftrainer eingestellte und wurde deswegen bereits als schwerumgängliches ewiges Talent bezeichnet. Zur Winterpause der Spielzeit 1970/71 wurde Oğuz wieder in den Mannschaftskader involviert. In der ersten Partie der Rückrunde absolvierte er in der Auswärtspartie sein erstes Spiel seit zehn Monaten. Bis zum Saisonende absolviert er alle Pflichtspiele seiner Mannschaft, kehrte wieder in die Nationalmannschaft zurück und wurde zum Saisonende mit seinem Verein wieder türkischer Meister. Oğuz erhielt als Spielmacher seiner Mannschaft von der Fachpresse durchweg positive Kritiken. Da Galatasaray mit einer Mannschaft, deren Durchschnittsalter 25 war, Meister wurde, wurden für die nächste Saison keine neuen Spieler gekauft.
Oğuz bildete die nächsten zwei Jahre mit Metin Kurt, Gökmen Özdenak, Mehmet Özgül, Olcay Başarır und Suphi Soylu ein derart erfolgreiches Offensivgespann, dass die Mannschaft in den nachfolgenden zwei Spielzeiten erneut die türkische Meisterschaft gewann, in der Spielzeit 1972/73 gar das Double, und es damit schaffte als erste Mannschaft in der türkischen Fußballhistorie dreimal in Folge die Meisterschaft der Süper Lig zu gewinnen. Die nachfolgenden Jahre verliefen eher enttäuschend für die Mannschaft. Die Spielzeit 1973/74 beendete die Mannschaft hinter den Erwartungen abgeschlagen auf dem 5. Tabellenplatz und 1974/75 wurde der Verein mit fünf Punkten Unterschied zum Meister Fenerbahçe Istanbul Vizemeister. Zum Sommer 1976 wurde man zwar türkischer Pokalsieger, beendete aber die Liga auf dem dritten Tabellenplatz.
Nach diesen für die Vereinsführung enttäuschenden drei Spielzeiten entschied man, eine Revision im Kader durchzuführen und trennte sich von einigen gestandenen Spielern, u. a. vom Stürmerstar Metin Kurt. Auch Oğuz, der zwar die von ihm erwartete Leistung immer zeigte, wegen einer Meinungsverschiedenheit aber am Ende der letzten Saison aus dem Mannschaftskader suspendiert wurde, bat die Vereinsführung, gegen eine Ablösesumme den Verein verlassen zu dürfen. Die Vereinsführung schlug seine Bitte ab, behielt ihn im Kader und beförderte ihn zum Mannschaftskapitän. Zwischenzeitlich übergab er die Kapitänsbinde auch an Nihat Akbay, übernahm aber wenig später die Mannschaftsführung. Oğuz spielte bis zum Sommer 1979 für Galatasaray und beabsichtigte anschließend mit einem Abschiedsspiel seine Karriere zu beenden. Die Bitte um ein Abschiedsspiel verwehrte ihm die Vereinsführung. Zu dieser Zeit wurde Oğuz auch als Büyük Kaptan (dt. Großer Kapitän) bezeichnet.
Seit der letzten Meisterschaft war die Zeit bei Galatasaray von Harmonielosigkeit zwischen der Vereinsführung und den Spielern geprägt. Oğuz als Leistungsträger und gegen Ende seiner Zeit bei Galatasaray als Kapitän, war meistens an diesen Kontroversen beteiligt und erhielt deswegen öfters eine Geldstrafe oder wurde gar aus dem Mannschaftskader suspendiert. Nachdem Oğuz als gedienter Spieler kein Abschiedsspiel zugesprochen wurde, ließ er sich von seinem engen Freund, dem Mannschaftskapitän des Erzrivalen Fenerbahçe Istanbul, Cemil Turan dazu überreden, vor seinem Karriereende noch zum Erzrivalen zu wechseln. Dabei war Oğuz bereits vorher von Galatasaray freigestellt wurden, sodass Fenerbahçe für ihn auch keine Ablöse zahlen musste. Dieser Wechsel, in dem der Kapitän Galatasarays zum Erzrivalen Fenerbahçe wechselte, beschäftigte die Medien den ganzen Sommer über. Für seinen neuen Verein spielte Oğuz eine Spielzeit lang durchgängig und beendete anschließend im Sommer 1970, mit einem zwischen Fenerbahçe und Beşiktaş Istanbul ausgetragenen Spiel, seine Karriere.

### Nationalmannschaft
Nachdem sich Oğuz während der Spielzeit 1968/69 seinen Durchbruch als Spieler hatte und sich als Stammspieler bei Galatasaray Istanbul etabliert hatte, wurde er auch vom damaligen Nationaltrainer der Türkischen Nationalmannschaft, Adnan Süvari, im Rahmen eines Testspiels gegen Saudi-Arabien in das Aufgebot berufen. In dieser Partie vom 17. Januar 1969 gab auch Oğuz sein Länderspieldebüt. Im gleichen Jahr wurde er noch drei Mal für den Kader der Türkische U-21-Nationalmannschaft nominiert und kam bei drei Spielen zum Einsatz. Da Oğuz ab dem Frühjahr 1970 etwa zehn Monate lang aus dem Mannschaftskader Galatasarays suspendiert wurde, fand er während dieser Zeit auch in der Nationalelf keine Berücksichtigung. So kehrte er erst im April 1971 wieder in die Nationalelf zurück und gehörte die nächsten vier Jahre lang zu den regelmäßig nominierten Spielern. Zudem spielte er 1972 drei weitere Male für die U-21-Auswahl.
Sein letztes Länderspiel absolvierte er am 19. März 1975 im Testspiel gegen die Rumänische Nationalmannschaft.

## Erfolge
Mit Galatasaray Istanbul
- Türkische Meisterschaft: 1968/69, 1970/71, 1971/72, 1972/73
- Türkischer Pokal: 1972/73, 1975/76
- Premierminister-Pokal: 1978/79
- Türkiye 50.Yıl Kupası: 1973
- TSYD-Istanbul-Pokal: 1970/71, 1977/78